# UTC−4
| Ora standard (tot anul) Ora standard (iarna din emisfera nordică) Ora standard (iarna din emisfera sudică) | Regiune maritimă în acest fus orar Ora de vară (vara din emisfera nordică) Ora de vară (vara din emisfera sudică) |

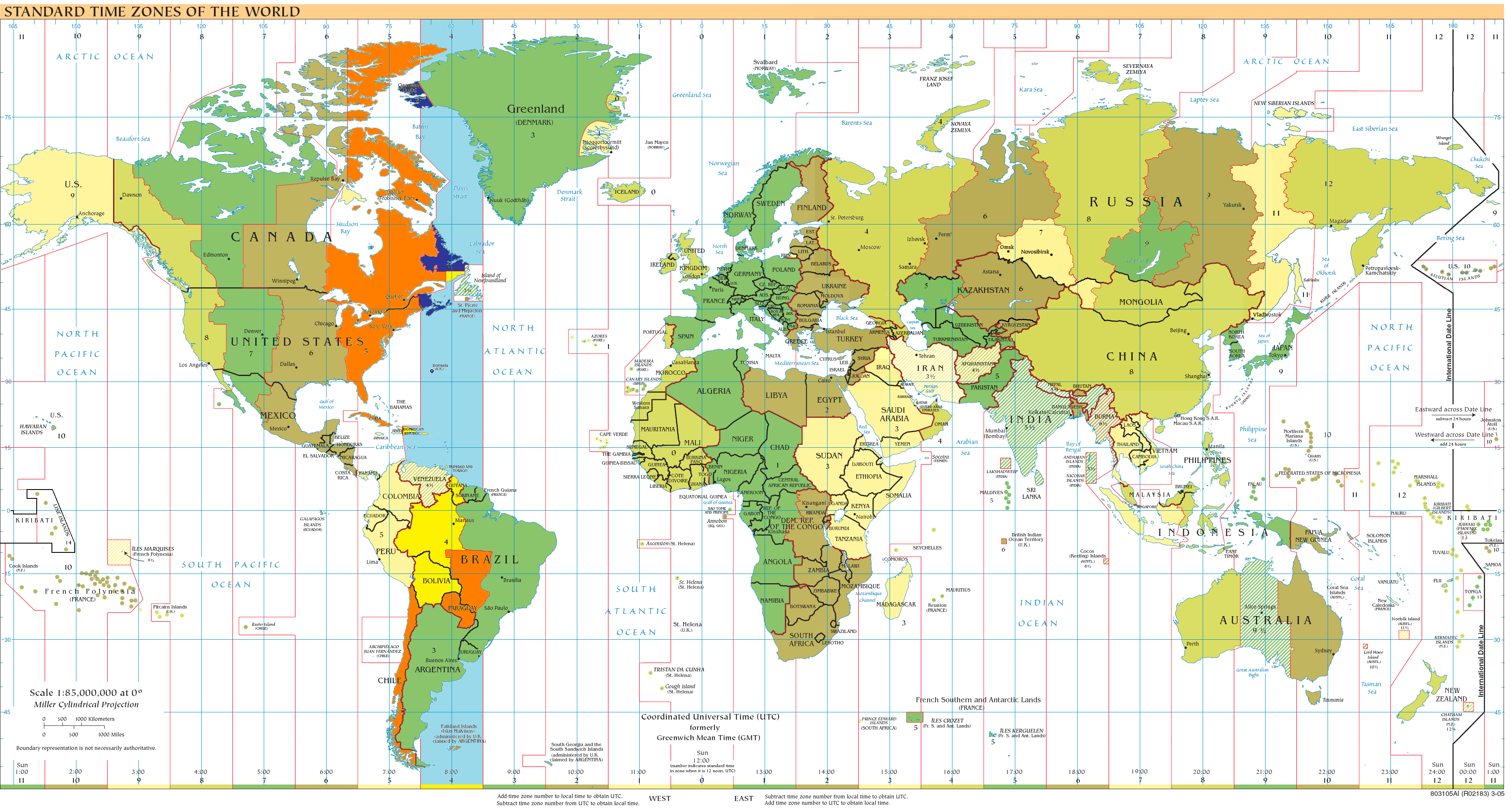
Utilizarea fusului orar UTC−4:

UTC−4 este un fus orar aflat cu 4 ore după UTC. UTC−4 este folosit în următoarele țări și teritorii:

## Ora standard (tot anul)
UTC−5
     UTC−4
     UTC−4 / ora de vară: UTC−3
     UTC−3
     UTC−3 / ora de vară: UTC−2
     UTC−2
- Antigua și Barbuda
- Barbados
- Bolivia
- Brazilia
  -  Acre
  -  Amazonas
  -  Rondônia
  -  Roraima
- Canada (AST - Atlantic Standard Time)
  -  Quebec (doar partea estică de Côte-Nord)
- Dominica
- Franța
  -  Guadeloupe
  -  Martinica
  -  Saint Barthélemy
  -  Saint Martin
- Grenada
- Guyana
- Olanda
  -  Aruba
  -  Bonaire
  -  Curaçao
  -  Saba
  -  Sint Eustatius
  -  Sint Maarten
- Regatul Unit
  -  Anguilla
  -  Montserrat
  -  Insulele Virgine Britanice
- Republica Dominicană
- Sfântul Cristofor și Nevis
- Sfânta Lucia
- Sfântul Vicențiu și Grenadine
- Statele Unite ale Americii (AST - Atlantic Standard Time)
  -  Puerto Rico
  -  Insulele Virgine Americane
- Trinidad-Tobago
- Venezuela

## Ora standard (iarna din emisfera nordică)
- Canada
  -  Newfoundland și Labrador (doar Labrador; fără partea sud-estică)
  -  Noua Scoție
  -  Noul Brunswick
  -  Insula Prințului Edward
- Danemarca
  -  Groenlanda (doar Qaanaaq și zona înconjurătoare)
- Regatul Unit
  -  Bermuda

În vara aceste regiuni folosesc fusul orar UTC−3.

## Ora standard (iarna din emisfera sudică)
- Brazilia
  -  Mato Grosso
  -  Mato Grosso do Sul
- Chile (fără insula Paștelui)
- Paraguay
- Regatul Unit
  -  Insulele Falkland

În vara aceste regiuni folosesc fusul orar UTC−3.

## Ora de vară (vara din emisfera nordică)
- Bahamas
- Canada (EDT - Eastern Daylight Time)
  -  Nunavut (partea estică)
  -  Ontario (fără partea nord-vestică)
  -  Quebec (fără insulele Magdalena și partea estică de Côte-Nord)
- Cuba
- Regatul Unit
  -  Insulele Turks și Caicos
- Statele Unite ale Americii (EDT - Eastern Daylight Time)
  -  Carolina de Nord
  -  Carolina de Sud
  -  Connecticut
  -  Delaware
  -  District of Columbia
  -  Florida (fără partea vestică)
  -  Georgia
  -  Indiana (fără niște comitate în nord-vest și în sud-vest)
  -  Kentucky (partea estică)
  -  Maine
  -  Maryland
  -  Massachusetts
  -  Michigan (fără niște comitate în nord-vest)
  -  New Hampshire
  -  New Jersey
  -  New York
  -  Maine
  -  Ohio
  -  Pennsylvania
  -  Rhode Island
  -  Tennessee (doar partea estică)
  -  Vermont
  -  Virginia
  -  Virginia de Vest

În iarna aceste regiuni folosesc fusul orar UTC−5.